# Juliana Hatfield
Juliana Hatfield, född 27 juli 1967 i Wiscasset i Maine, är en amerikansk låtskrivare, sångerska och gitarrist från Boston.
Hatfield blev först känd som medlem i indierockbandet Blake Babies, bildat 1986. Efter att bandet upplösts 1991 medverkade hon 1992 som basist på The Lemonheads album It's a Shame About Ray och debuterade samma år som soloartist med albumet Hey Babe. Sedan 2001 spelar hon även i bandet Some Girls.

## Diskografi

### Soloalbum
- 1992 – Hey Babe
- 1993 – Become What You Are (The Juliana Hatfield Three)
- 1995 – Only Everything
- 1996 – God's Foot (ej utgiven)
- 1997 – Please Do Not Disturb (EP)
- 1998 – Bed
- 2000 – Beautiful Creature
- 2000 – Total System Failure (Juliana's Pony)
- 2002 – Gold Stars 1992-2002 (samlingsalbum)
- 2004 – In Exile Deo
- 2005 – Made in China
- 2006 – The White Broken Line: Live Recordings (livealbum)
- 2008 – How to Walk Away
- 2010 – Peace & Love
- 2011 – There's Always Another Girl
- 2012 – Juliana Hatfield
- 2013 – Wild Animals
- 2017 – Pussycat
- 2018 – Juliana Hatfield Sings Olivia Newton-John
- 2019 – Weird
- 2019 – Juliana Hatfield Sings The Police

### Blake Babies
- 1987 – Nicely, Nicely
- 1989 – Earwig
- 1989 – Slow Learner (EP)
- 1990 – Sunburn
- 1991 – Rosy Jack World (EP)
- 1993 – Innocence & Experience (samlingsalbum)
- 2001 – God Bless The Blake Babies
- 2002 – Epilogue (EP)

### Lemonheads
- 1992 – It's a Shame About Ray

### Some Girls
- 2003 – Feel It
- 2006 – Crushing Love

### Juliana Hatfield/Frank Smith
- 2007 – Sittin' in a Tree (EP)